# Terrorveldet
Terrorveldet (în românește Tărâmul terorii) este primul EP al formației Helheim. Este primul album cu Thorbjørn și Lindheim. Albumul este dedicat lui Grim; acesta se sinucisese în octombrie 1999 luând o supradoză de droguri.

## Lista pieselor
1. "Helheim 1" - 04:31
2. "Jernskogen" (Pădurea de fier) - 04:38
3. "Cosmic Winter" - 05:45

## Personal
- V'gandr - vocal, chitară bas
- H'grimnir - vocal, chitară ritmică
- Hrymr - baterie
- Thorbjørn - chitară
- Lindheim - sintetizator